# Spisbrödsfabriken i Kristianstad
AB Skånska Spisbrödsfabriken i Kristianstad var ett bageri för spisbröd, knäckebröd och delikatessbröd.
Firman grundades 1917 och blev aktiebolag 1921, med ett aktiekapital på 200,000 kr. Bolaget ägdes av AB Wasa Spisbrödsfabrik, Filipstad 1947. Detta år hade bolaget 125 industriarbetare anställda i Kristianstad och ett tillverkningsvärde på 2 miljoner kronor om året. Styrelsen bestod av konsul Karl Lundström (ordförande), disponent Sven Lindquist, fru G. Lundström. Verkställande direktör var Karl Lundström och fabrikens disponent var Sven Lindquist.

## Historia
Spisbrödsfabriken började som ett lokalt företag i Kristianstad. 1920 grundade Karl Edvard Lundström Skellefteå spisbrödsfabrik. Lundström ville bygga ut fabriken men politikerna i Skellefteå sa nej. Då köpte Lundström upp två andra spisbrödsfabriker i södra Sverige, i Filipstad och Kristianstad. Där kunde han utveckla sina produkter öka försäljningen. 1928 drabbades fabriken i Kristianstad av översvämning. 1929 brann fabriken i Kristianstad men byggdes upp på nytt. Efter branden försvann det höga tornet på byggnaden som tidigare varit spritfabrik. 1936 gick fabriken upp i Wasabröd. Fabriken i Kristianstad var igång till 1947 då den såldes av Wasabröd, som satsade på Filipstads knäckebrödsbageri. 1952 lades även Skellefteåfabriken ner.

## Arkivmaterial
Fabrikens arkiv finns i Wasabröds arkivhandlingar  i Värmlandsarkivet och utgör 7 volymer i arkivboxar. De utgörs av 1. Diverse handlingar spridda år. 2. Ritningar i folio. 3. Handlingar rörande personalfrågor 1927-1948 spridda år, handlingar rörande fastigheten Vapenbrodern 1926-1948 spridda år. 4. Bokslut, deklarationer och skattesedlar spridda år. 5. Registreringshandlingar, redovisningar, rapporter och priskuranter spridda år. 6. Räkenskapsböcker spridda år, kassa och bokföringsrapporter september-december 1947. 7. Personaluppgifter.

## Bagerier för knäckebröd
Många hårdbrödsbagerier grundades från 1920 till 1940. De  flesta var bara lokala bagerier. Skellefteå Spisbrödsfabrik var största bageriet 1935 med 12,5 %. De flesta bagerierna låg i det så kallade knäckebrödsbältet, från Jämtland till Närke och Södermanland. Wasa spisbrödsfabrik i Filipstad var näst störst med 10.3 % av marknaden. Skånska Spisbrödsfabriken Kristianstad var fjärde störst med 7,1 % i marknadsandel. Totalt fanns omkring 75 bagerier för knäckebröd i Sverige 1935 och de flesta av dessa var nedlagda 2009.